# Cikowska Polana

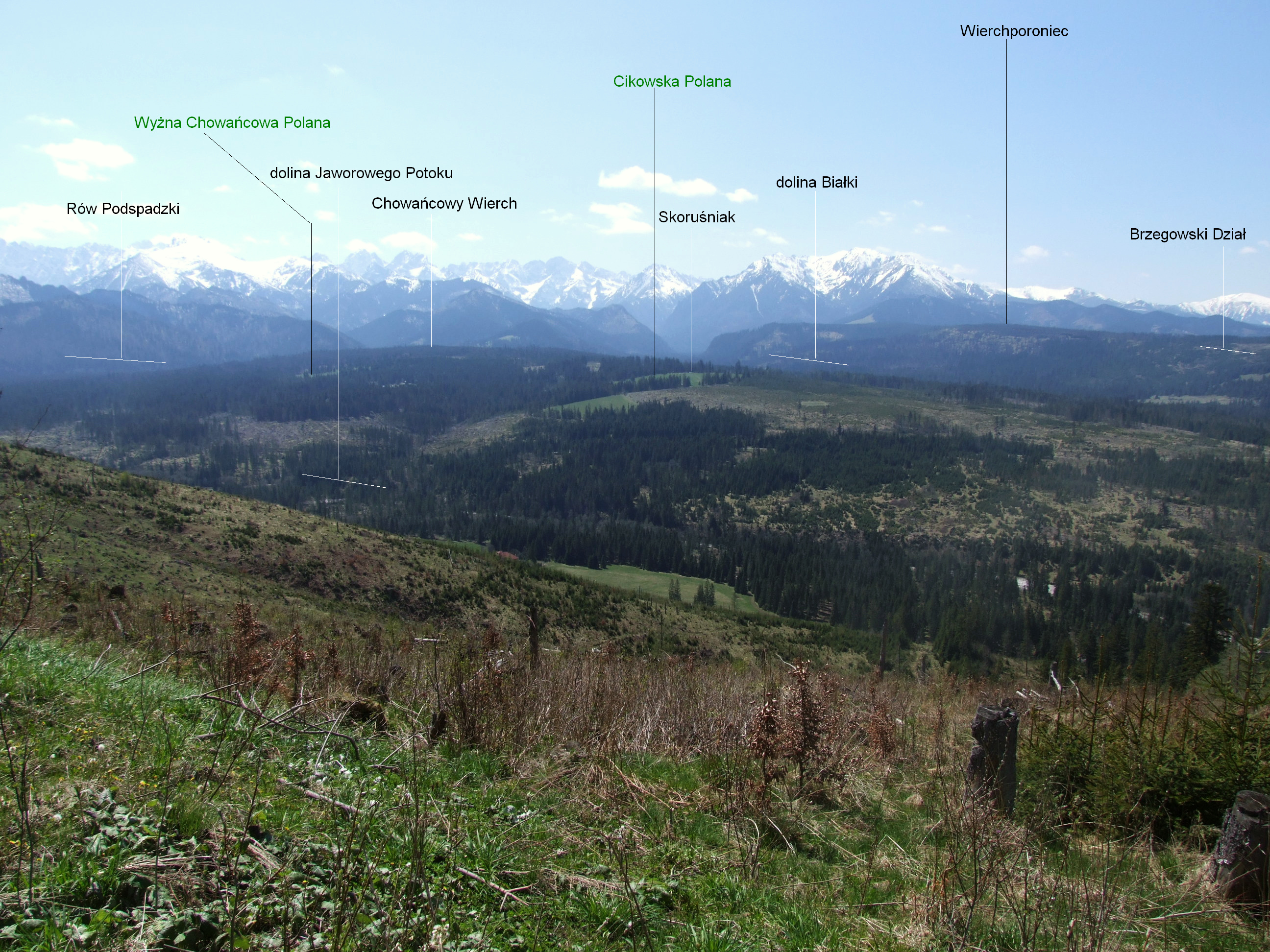
Cikowska Polana widoczna na szczycie Skoruśniaka

Cikowska Polana (słow. Čikovska poľana) – polana na szczycie Skoruśniaka (979 m) nad Jurgowem. Znajduje się na terenie Słowacji, przy granicy z Polską. Pod względem geograficznym należy według Jerzego Kondrackiego do Pogórza Spiskiego. Słowacy używają nazwy Magura Spiska. Całe wzgórze Skoruśniaka i złączonego z nim Chowańców Wierchu (1038 m), mimo że nie należą do Tatr, przyłączyli do Tatrzańskiego Parku Narodowego.
Polana jest dość duża i znajduje się na płaskim niemal grzbiecie. Jej nazwa pochodzi od polskiego nazwiska Cikowski. W południowo-wschodnim kierunku znajduje się na Skoruśniaku jeszcze druga większa polana – Wyżna Chowańcowa Polana. Oprócz nich jest na Skoruśniaku i Chowańców Wierchu jeszcze kilka innych polan. Aż do I wojny światowej wszystkie te polany i cały obszar ciągnący się od Jurgowa do północnego podnóża Tatr należał do gminy Jurgów. Jurgowianie użytkowali polany aż do 1875 r., kiedy to siłą odebrali je im właściciele Dóbr Jaworzyńskich. Później dzierżawili niektóre z polan. Po I wojnie światowej teren ten po okresie sporu między Polską i Czechosłowacją ostatecznie przyznany został Czechosłowacji.
Potężna wichura w 2004 powaliła znaczne połacie lasu wokół Cikowskiej Polany.